# Calliopsis azteca
Calliopsis azteca är en biart som beskrevs av Shinn 1967. Calliopsis azteca ingår i släktet Calliopsis och familjen grävbin. Inga underarter finns listade.